# José López-Pintado
José López-Pintado (Sevilla, 12 de gener, 1741 - idem. 1 d'octubre, 1819), fou un jesuïta i músic sevillà.
Pertanyia a la casa dels marquesos de Torreblanca, i havent vestit la sotana de Sant Ignasi tingué de seguir el seu destí quan l'expatriació dels jesuïtes d'Espanya. En arribar a Itàlia i connectar en un país on hi havia una verdadera passió per la música, despertà en López-Pintado la seva vocació filharmònica dedicant-se des de llavors a l'art de la música, en la qual va fer ben aviat ràpids progressos. La seva detinguda reflexió i els principis de l'harmonia li manifestaren molts errors a que atribuïa l'endarreriment en el que l'art musical es trobava, per corregir el qual determinà establir un nou sistema d'ensenyança que assajà amb Jerónimo Carrimi Tiburtino, assolint molts bons resultats, malgrat que Jerónimo morí als vint-i-tres anys, privant de ben segur a Itàlia d'un notable professor.
Per a demostrar que la música és una llengua universal, i que, el mateix que les llengües, aquesta ha de tenir una gramàtica, en va compondre una, raonada, en la que s'hi troba el perquè de les diferencies musicals, amb el títol de Vera idea della Musica del Contrappunto di D. Giuseppe Pintado (Roma, 1794), acompanyada d'un diccionari musical. En aquesta obra, dividida en 20 capítols, s'hi troba una critica amb molt de judici, filla de profunds coneixements.
En morir va poder ser soterrat en el panteó familiar que havia establert el seu avi Manuel López-Pintado Almonacid, I marquès de Torreblanca, als peus de l'altar de la Santíssima Trinitat en el convent de "Santa maria de los Reyes", on també s'hi havia soterrat el seu pare.